# Латоја Сандерс
Латоја Сандерс (енгл. LaToya Sanders; Нирнберг, 11. септембар 1986) је америчка и турска кошаркашица која тренутно игра за турски клуб Кајсери Каски. У оквиру Женске националне кошаркашке асоцијације игра за клуб Вашигтон мистик.

## Приватан живот
Сандерсова је рођена у Нирнбергу у Немачкој, где су јој родитељи били стационирани док су радили у војсци. Њена породица се касније преселила у Фејетвил, у Северну Каролину. Мајка јој се зове Шенон, а отац Рис, а има и млађу сестру Шанис. Удата је за кошаркаша Бирон Сандерса.

## Средња школа
Латоја је похађала 71. средњу школу у Фејетвилу. Позвана је да игра за школски клуб, за који је играла током јуниорске и сениорске каријере. Играла је у првом тиму током целог школовања. Свој тим одвела је до освајања државне титуле 2003. и 2004. године. Као сениор, у финалној утакмици за њен клуб, постигла је 25 поена, забележила 18 скокова и 7 блокада. Држала је државни рекорд у свим средњим школама у држави са 28 блокада, 2003. године. У сениорској каријери постизала је 21. 5 поена, 14.2 скока и 9 блокова по утакмици.

## Каријера на колеџу
Сандерсова је похађала Универзитет Северна Каролина. Као бруцош заиграла је за универзитетски тим и имала скор од 4,6 поена, 3 скока и 1,5 блокова по утакмици. Одиграла је 30 утакмица и била пета рангирана по броју блокова у игри. И њеној јуниорској каријери имала је једну сезону паузе. За колеџ клуб Тар Хилс одиграла је свих 38 утакмица у шампионату и држала рекорд школе као кошаркашица са највише одиграних мечева у сезони. По проценту шута била је друга у тиму, четврта на целом универзитету, а по блоковима у игри друга.

## Статистика на Универзитету Северна Каролина
| Година    | Тим              | ОУ  | Поени | ПШ%  | 3П%  | СБ%  | СПУ | АПУ | УПУ | БПУ | ППУ  |
| --------- | ---------------- | --- | ----- | ---- | ---- | ---- | --- | --- | --- | --- | ---- |
| 2004—2005 | Северна Каролина | 30  | 138   | 65.3 | -    | 66.7 | 3.0 | 0.0 | 0.4 | 1.5 | 4.6  |
| 2005—2006 | Северна Каролина | 35  | 190   | 58.3 | -    | 74.5 | 4.4 | 0.6 | 1.1 | 2.1 | 5.4  |
| 2006—2007 | Северна Каролина | 38  | 370   | 55.0 | -    | 73.3 | 7.5 | 0.6 | 1.2 | 3.2 | 9.7  |
| 2007—2008 | Северна Каролина | 35  | 510   | 58.4 | 91.0 | 74.9 | 7.2 | 0.8 | 1.4 | 2.7 | 14.6 |
| Каријера  | Северна Каролина | 138 | 1208  | 57.9 |      | 73.3 | 5.7 | 0.5 | 1.1 | 2.4 | 8.8  |

## WNBA каријера
Године 2008. изабрана је у првој рудни на WNBA драфту од стране екипе Финикс меркурија, за који је одиграла 29 утакмица, а на 7 њих била у стартној постави. Играла је у просеку 13 минута по утакмици и постизала по 4,4 поена по игри Касније је прешла у клуб Минесота Линкс, а током паузе исте сезоне потписала за клуб Лос Анђелес спаркс.

## Каријера у Турској
Сандерсова је у Турској играла за тим Кајсери каски у сезони 2010/11. Након што је добила турско држављанство током сезоне 2012/13. променила је своје име у Лара Сандерс. Изабрана је да са женском кошаркашком репрезентацијом Турске иде на Светско првенство у кошарци за жене 2014. године.

## Спољашне везе
- Профил на сајту WNBA